# Zátor
Zátor är en ort i Tjeckien. Den ligger i den östra delen av landet, 230 km öster om huvudstaden Prag. Zátor ligger 410 meter över havet och antalet invånare är 1 169.
Terrängen runt Zátor är kuperad åt sydväst, men åt nordost är den platt. Runt Zátor är det ganska glesbefolkat, med 31 invånare per kvadratkilometer. Närmaste större samhälle är Krnov, 10,0 km nordost om Zátor. Omgivningarna runt Zátor är en mosaik av jordbruksmark och naturlig växtlighet.